# Manasses
Manasses (12. század), spliti érsek (1113 - 1116).

## Élete
Manasses 1111 körül zágrábi püspök volt, majd ezt követően Könyves Kálmán király kegyeltjeként Crescentius spliti érsek halála után a király kérésére került a város egyházának az élére, első magyar spliti érsekként. Források hiányában keveset tudni érseki tevékenységéről, a legbővebben a közel másfél évszázaddal később élő Spalatói Tamás hitelesnek tekintett krónikája számol be róla. A krónika szerint Manasses azután is sokat tartózkodott Magyarországon, hogy érsekké választották, és 1116-ban a város egyik tornyában elszállásolt magyar őrség kezére akarta játszani a várost. Ez utóbbi feljegyzés minden bizonnyal arra utal, hogy 1116-ban Velence támadást indított a Magyar Királyság dalmáciai területeinek a megszerzéséért, és ebben a harcban kaphatott szerepet maga Manasses is, aki közel állt az uralkodóhoz és az ő érdekeit képviselte.